# Thufir Hawat
Thufir Hawat è un personaggio del ciclo di Dune di Frank Herbert.

## Biografia del personaggio
Thufir Hawat è uno dei migliori mentat mai addestrati nella storia dell'ordine, istruito secondo un'educazione completa e tradizionale. Famoso per le eccezionali doti analitiche e intellettive, oltre che per l'abilità amministrativa, diplomatica e militare, trascorre la metà della propria vita in uno dei principali centri di addestramento per mentat con le funzioni di teorico del codice filosofico e strategico. Si dice che sia talmente brillante da suscitare la preoccupazione degli imperatori di Casa Corrino.
Il suo primo incarico al servizio dell'Impero è presso la corte del duca Paulus Atreides, appena asceso al titolo di signore di Caladan, noto per la sua forza morale e l'intelligenza, oltre che per la grande passione per le corride in cui spesso scende in campo come torero. Come ogni mentat, oltre a essere il consigliere personale del capo della dinastia tiene la contabilità degli Atreides, ne gestisce le difese militari e i rapporti diplomatici e commerciali, ed è responsabile della sicurezza di tutti i membri della dinastia.
Alla nascita di Leto, figlio del Duca Paulus, si prodiga nella sua educazione alla sottile arte del comando e del governo, nel proposito di fare di lui un governante autorevole e intelligente a capo di un reame inattaccabile.
Dopo molti anni di servizio, trascorsi consolidando la posizione strategica e organizzativa degli Atreides, Thufir assiste sorpreso alla morte del Vecchio Duca durante una corrida, travolto da un toro salusano non adeguatamente drogato. Mentre assiste con precisione e costanza il giovanissimo Leto, alle prese con le sue nuove responsabilità di duca, conduce un'attenta e severa indagine durante la quale deduce che il Vecchio Duca è morto in realtà in un complotto degli Harkonnen, antica e potente dinastia da sempre ostile agli Atreides, in cui è coinvolta persino Lady Helena Atreides, vedova dello stesso Paulus. In mancanza di molte prove importanti con cui sostenere un'accusa, però, il Duca Leto si limita a esiliare la madre.
Rimasto in carica come mentat su Caladan, Thufir continua a operare al massimo delle sue capacità, ricevendo una sempre maggiore considerazione di Leto, che lo nomina principale insegnante del figlio Paul. Quando gli Atreides emigrano su Arrakis per ordine dell'Imperatore Shaddam IV, non risulta in grado di individuare la spia degli Harkonnen, che si scopre essere il medico suk, il dott. Wellington Yueh.
Immediatamente dopo il loro attacco, Thufir viene catturato dal barone Harkonnen, che lo avvelena, e da allora sopravvive grazie all'assunzione periodica di un antidoto. Diventa il maestro del crudele Feyd-Rautha Harkonnen, che cerca subdolamente di istigare contro il barone per vendicarsi.
Muore alla fine del primo libro di Dune, preferendo risparmiare la vita all'amatissimo Paul, figlio del duca Leto, del cui omicidio era stato incaricato da Shaddam IV.

## Altri media
Il personaggio di Thufir appare nel film Dune, in cui è impersonato da Freddie Jones e doppiato da Mario Bardella, e nella serie televisiva Dune - Il destino dell'universo, per l'interpretazione di Jan Vlasák, con la voce italiana di Bruno Alessandro.
In Dune, come nel romanzo, viene catturato dagli Harkonnen e soggiogato con un veleno. In una scena eliminata dal finale viene usato come sicario di Shaddam e Feyd-Rautha contro Paul, ma anziché morire per non aver assunto l'antidoto contro il veleno apre la cardiovalvola che il Barone Harkonnen gli ha in precedenza installato nel petto, facendo fuoriuscire il proprio sangue sul pavimento.
In Dune - Il destino dell'universo, invece, muore durante l'attacco su Arrakis da parte degli Harkonnen e dei Sardaukar.